# Христо Тодоров (композитор)
Вижте пояснителната страница за други личности с името Христо Тодоров.
Христо Тодоров е един от най-изявените български композитори в областта на народната музика.

## Биография
Роден е през 1927 година в Пловдив. Завършва Българската държавна консерватория през 1950 година, учи композиция при професор Веселин Стоянов. Работи като композитор и аранжор в ансамбъла на МВР и Военния ансамбъл. Постоянна е неговата творческа връзка с редакция „Народна музика“ и Ансамбъла за народни песни на Българското национално радио.
Създава над 2000 обработки на народни песни, инструментални пиеси, танцови композиции, пише авторска музика за документални филми. Неговите композиции се открояват с ярка индивидуалност, особена мелодичност и неповторима хармония. Обработил е песни на едни от най-големите имена в родния фолклор – Гюрга Пинджурова, Борис Машалов, Йовчо Караиванов, Костадин Гугов, Олга Борисова, Надка Караджова, Соня Кънчева, Вълкана Стоянова, Илия Аргиров. Неговата песен „Пладнина е братко“ в изпълнение на Олга Борисова печели най-голямата награда на конкурса „Приз Братислава“ през 1975 година, а песента му „Сватба“ е включена в пъвия албум на Марсел Селие „Мистерията на българските гласове“.
Умира през 1980 година в София.